# Тошко Йорданов
Тошко Йорданов Хаджитодоров е български сценарист и политик, народен представител в XLV, XLVI XLVII, XLIX и L народно събрание.

## Биография
Роден е през 1970 г. в Ямбол. Неговата по-малка сестра е озвучаващата и куклена актриса Мими Йорданова.
Завършва средното си образование в Националната гимназия за древни езици и култури „Константин-Кирил Философ“ през 1989 г. Завършва история в Софийския университет.
Като сценарист е работил в „Ку-ку“ (1992 – 1994), „Каналето“ (1995 – 1998), „Хъшове“ (1998 – 2000) и в „Шоуто на Слави“ (2000 – 2019). Заедно с Николай Русакиев написват повечето от песните за албума на Ку-Ку „Шат на патката главата".
Йорданов е сценарист и главен редактор на всички телевизионни формати, осъществени от „Седем-осми“ – „Survivor BG“, „Music Idol 1“, „Dancing Stars 2“, „Пей с мен“, „Lord of the Chefs“, „Младост 5“, „Гласът на България“, „България търси талант“.
Има статии за вестниците „24 часа“ и „Труд“.
През 2015 г. заедно със Слави Трифонов и колегите си сценаристи създава инициативен комитет за провеждане на национален референдум за промяна на политическата система.
От 4 ноември 2019 г. води публицистичното предаване „Студио Хъ“ по 7/8 ТВ.
Участва в създаването на политическа партия „Има такъв народ“ и след учредяването ѝ е избран за заместник-председател на партията.
Носител е на специалната награда за телевизионна журналистика „Св. Влас“ 2020.

## Скандали и противоречия
На 13 април 2021 г., в обедната емисия на Нова телевизия репортерът Благой Цицелков казва: „От „Има такъв народ“ заявиха, че са готови да приемат подкрепа от абсолютно всеки, включително ДПС и ГЕРБ“. Същия ден в ефира на 7/8 ТВ Йорданов нарича коментара „мазна лъжа“ и заявява, че „ако бяхме в Крумова България за тази лъжа щяха да липсват части от тялото на това момче с микрофона“.Асоциацията на европейските журналисти призовава Йорданов да се ръководи „от ценностите на XXI век, а не на Средновековието“. Изказването му е критикувано и от представители на ГЕРБ като заплаха срещу свободата на словото.
Цицелков по-късно уточнява, че объркал имената на две партии по време на живо включване. В интервю за сайта Clubz пояснява: „Казвам „Има такъв народ“ вместо „Изправи се! Мутри вън!“. От репортажа, излъчен малко по-късно, става ясно, че имам предвид „Изправи се! – Мутри вън!“
През 2022 г., в деня, когато парламентът решава да свали с помощта на партията ИТН, чийто депутат е Тошко Йорданов, председателя Никола Минчев, класната на Тошко Йорданов, уважаваната учителка от класическата гимназия Стамена Димова заявява: „Днес се отказвам за първи път в живота си от свой ученик“.
На 1 юли 2025 година предизвиква широк медиен отзвук и възмущение, след като по време на заседание на Здравната комисия на парламента, на което се обсъжда и увеличението на заплатите на младите лекари, заявява на техни представители: „Отидете в Италия, платете си, работете 5 години в някакво село в Сицилия и се върнете щастливи тук. <...> Ако не работите тук, ние ще бъдем принудени да вкараме специалисти от други държави, които ще работят за 500 долара щастливи, колкото може да си позволи държавата“.